# Škoda Felicia
Škoda Felicia – samochód osobowy z klasy aut miejskich produkowany przez niemiecki koncern Volkswagen AG pod marką Škoda Auto w latach 1994–2001.

## Historia i opis modelu

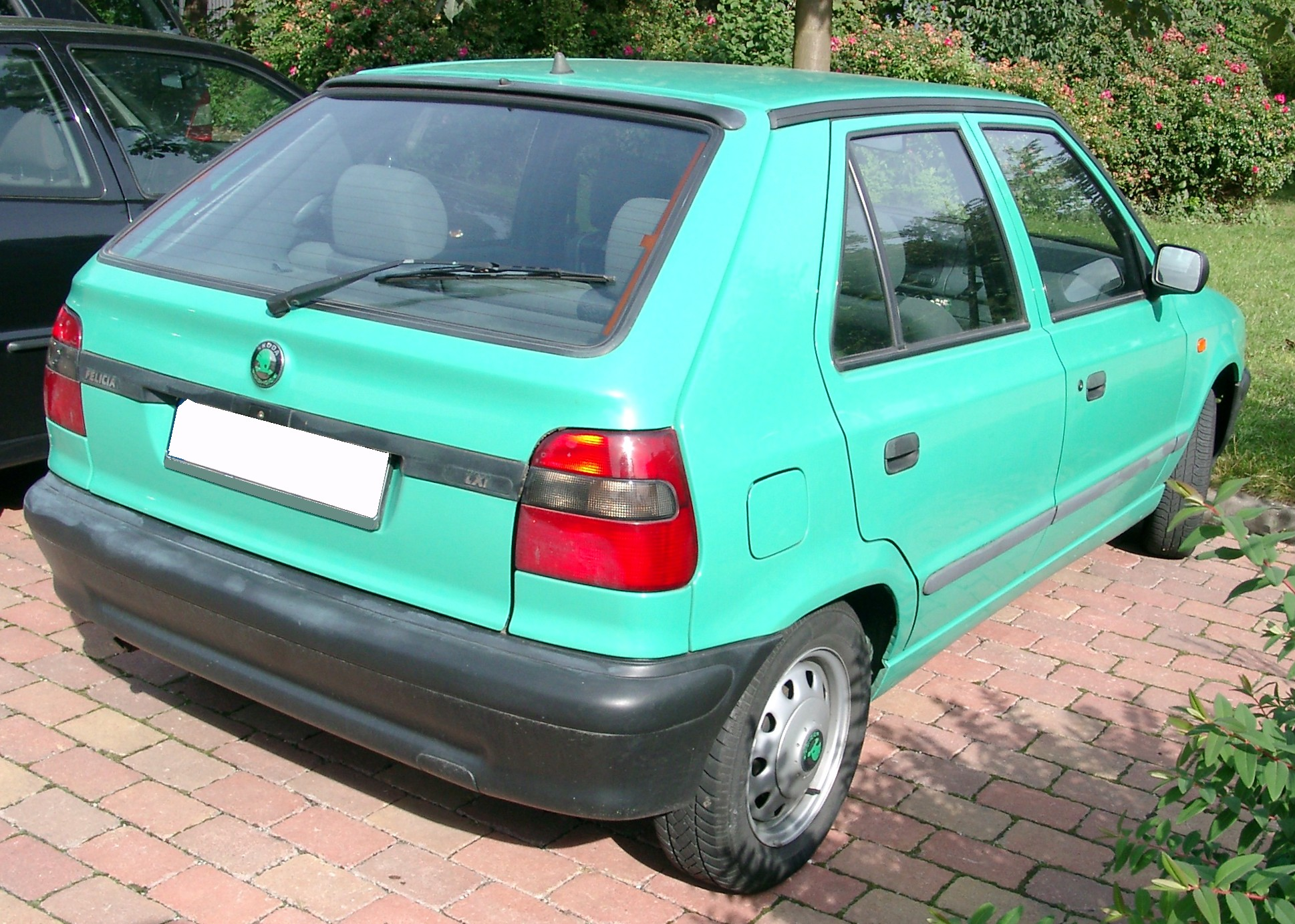
Škoda Felicia przed liftingiem - tył pojazdu

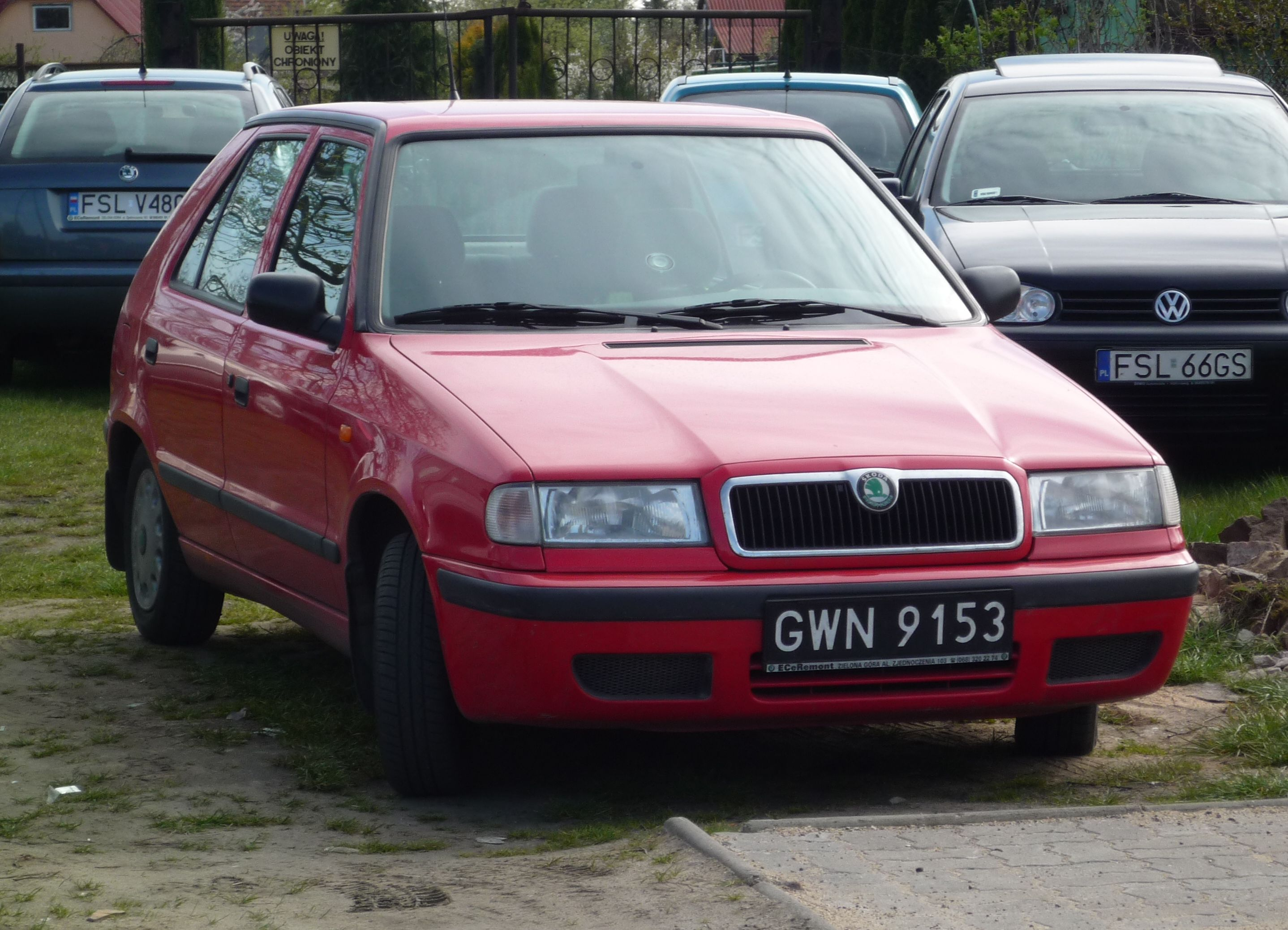
Škoda Felicia po liftingu

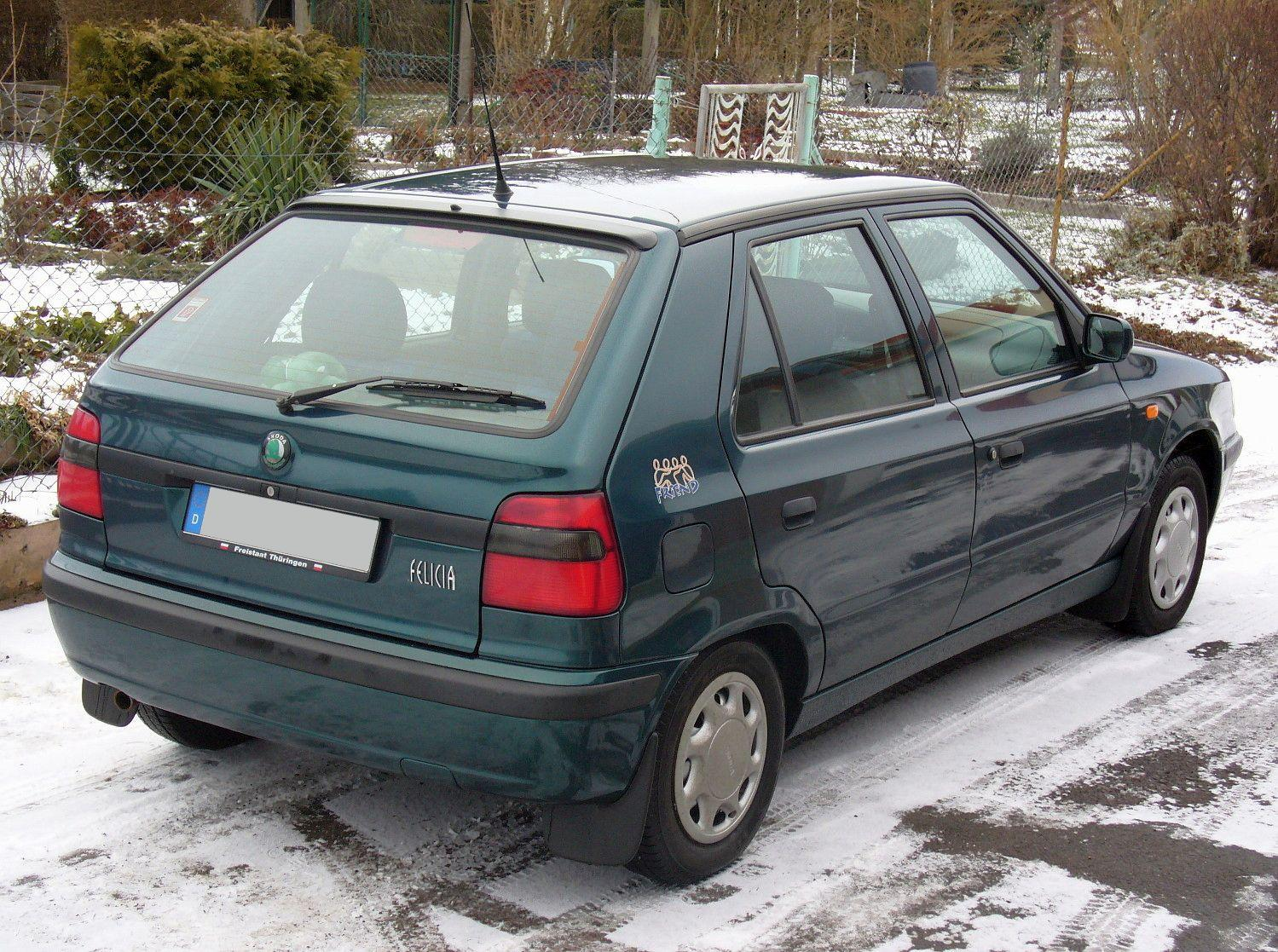
Škoda Felicia po liftingu − tył pojazdu

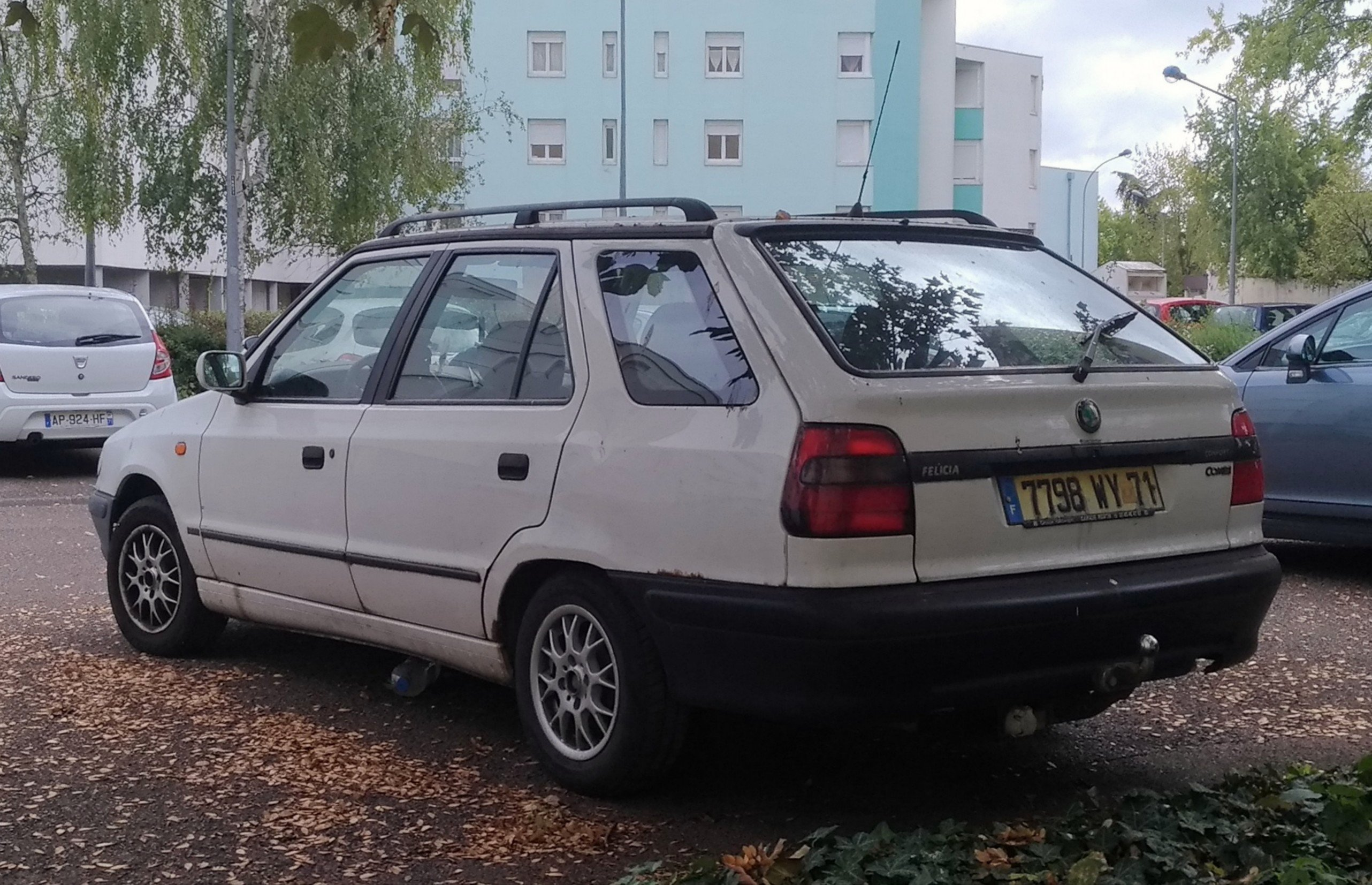
Škoda Felicia Combi przed liftingiem − tył pojazdu

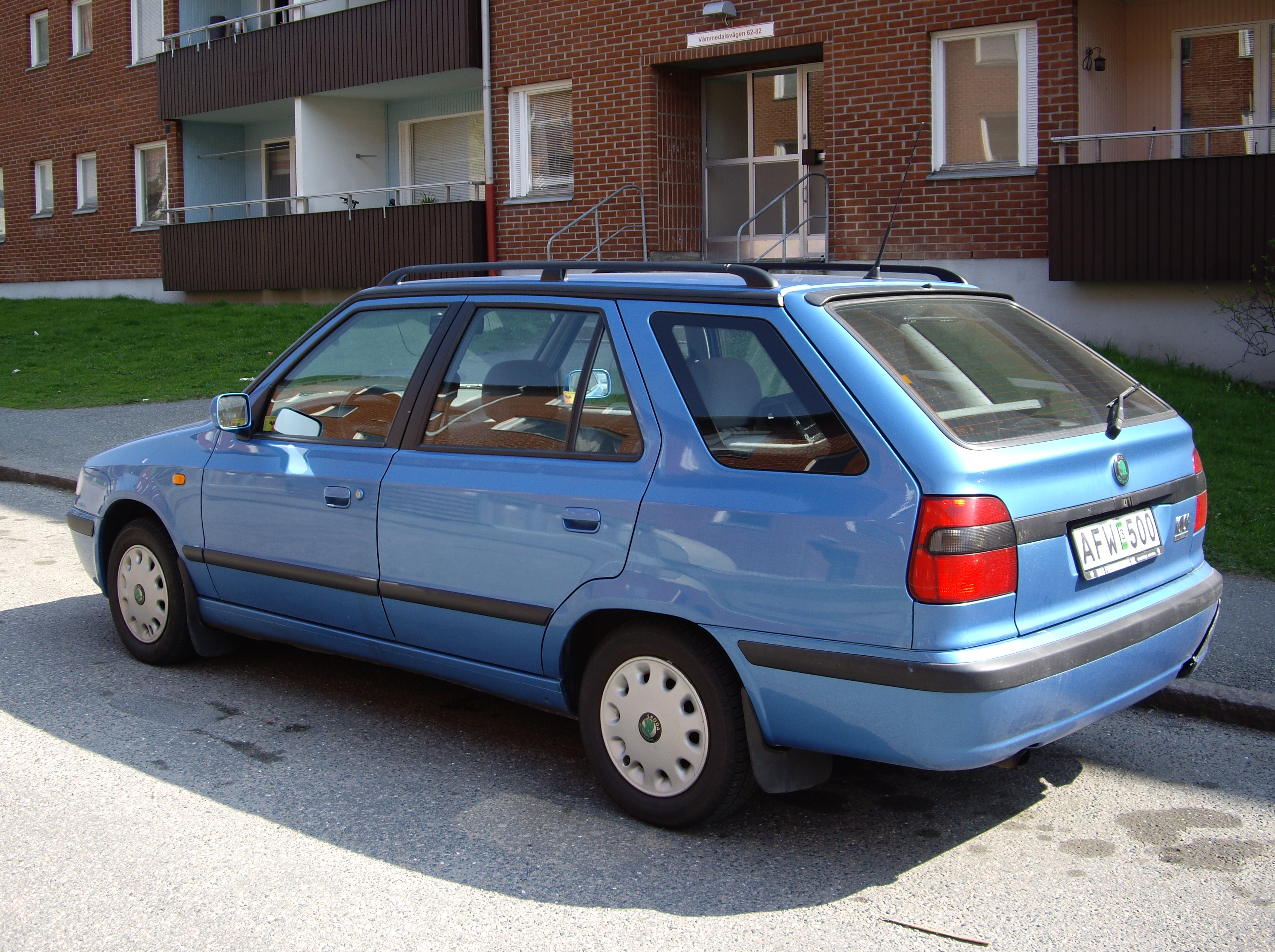
Škoda Felicia Combi po liftingu − tył pojazdu

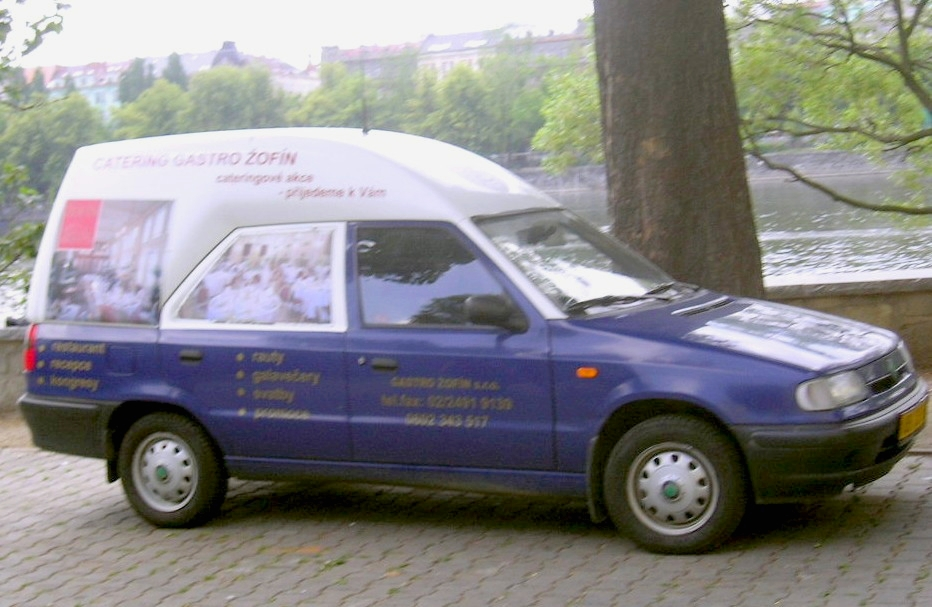
Škoda Felicia Vanplus

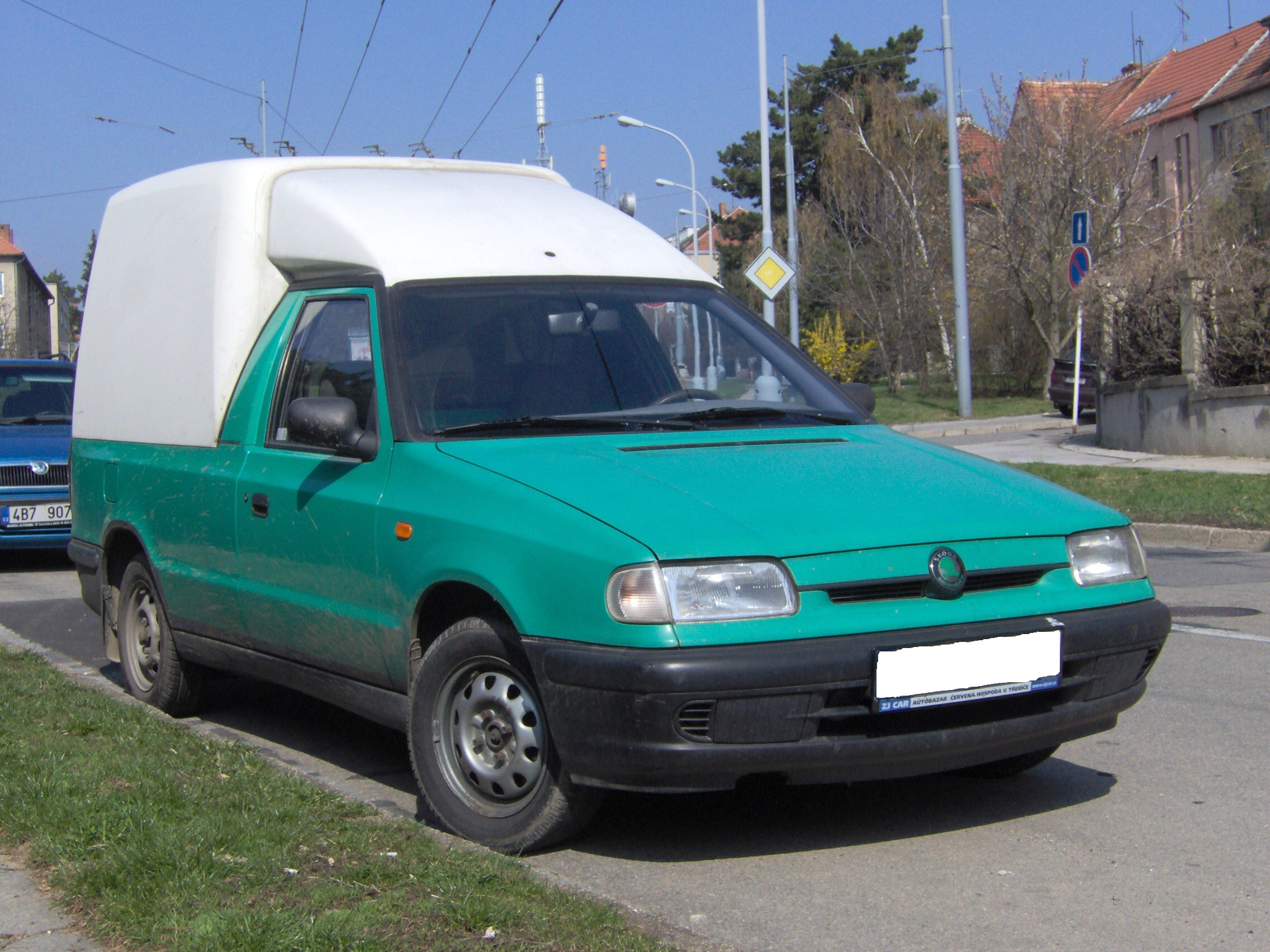
Škoda Pickup

Podstawowym modelem Škody Felicii był pięciodrzwiowy hatchback. Konstrukcyjnie było to zmodernizowane nadwozie poprzedniego modelu (Favorit). Podstawowym silnikiem był benzynowy silnik o pojemności 1,3 l wykonywany z jednopunktowym wtryskiem o mocy 40 kW (54 KM), 43 kW (58 KM) lub 50 kW (68KM) W późniejszym etapie silnik został unowocześniony i otrzymał wielopunktowy wtrysk paliwa, na rynek wschodni Felicia była oferowana z silnikiem gaźnikowym. Konstrukcyjnie wywodził się ze starszych modeli (105, 120, Favorit). Miał aluminiowy blok, łańcuch rozrządu i wtrysk paliwa firmy Bosch lub Siemens (Simos). Montowane były także silniki produkcji Volkswagena 1,6 l 55 kW (benzynowy) oraz 1,9 l 47 kW (wysokoprężny). Od wiosny 1995 roku do zimy 2001 r. Felicia montowana była przez spółkę Volkswagen Poznań w Poznaniu gdzie zmontowano ponad 130 tys. pojazdów.
W 1995 roku rozpoczęto produkcję odmiany kombi. W tym samym roku na bazie wersji kombi zaprezentowano odmianę z nadwoziem furgonowym o nazwie Vanplus. W 1996 roku na bazie wersji Pickup zabudowano samochód rekreacyjny przeznaczony dla młodych ludzi o nazwie Fun.
Na początku 1998 roku samochód zmodernizowano. Zmieniono m.in. kolorystykę wnętrza pojazdu, przednie reflektory, atrapę chłodnicy oraz przednie zderzaki. Zmianie uległo również logo na kierownicy dwuramiennej. W tym samym roku wprowadzono do sprzedaży wersję Blue Sky z automatycznie rozsuwanym dachem. W 2000 roku auto zostało zwycięzcą konkursu TOP BUDGET CAR OF 2000 zorganizowanego przez angielskie pismo motoryzacyjne Auto Express. W modelu Felicia Škoda po raz pierwszy opcjonalnie zastosowała ABS oraz poduszki powietrzne (w ekskluzywnej wersji Laurin&Klement montowane seryjnie). Wyprodukowano łącznie 912 810 egzemplarzy.

### Felicia Combi
Škoda Felicia Combi powstała na bazie modelu podstawowego i była następcą wycofanego z produkcji modelu Forman. W 1995 roku model zaprezentowano na salonie samochodowym w Brnie i w tym samym roku rozpoczęto produkcję seryjną. Wersja kombi miała takie same silniki i rodzaje wyposażenia jak wersja hatchback. Felicia Combi charakteryzowała się przedłużonym o 35 centymetrów pięciomiejscowym nadwoziem, bagażnik miał 447 l, po złożeniu tylnych siedzeń pojemność wzrastała do 1366 l. W 1998 roku wersja kombi tak samo jak hatchback przeszła lifting. Przez 7 lat wytworzono 356 596 egzemplarzy.

### Felicia Vanplus
Škoda Felicia Vanplus powstała na bazie modelu Combi i miała zastąpić model Škoda Forman Plus. Charakteryzowała się plastikową nadstawką, dzięki której uzyskano większą przestrzeń ładunkową. W przeciwieństwie do Škody Pickup przeznaczona była do rozwożenia lekkich towarów o dużej objętości. Jej maksymalna nośność wynosiła do 450 kg (600 kg Škoda Pickup).
W latach 1995–2000 w zakładach w Kvasinach i Vrchlabí wyprodukowano 5168 egzemplarzy Škody Felicii Vanplus.

### Škoda Pickup
Wersja dostawcza Felicii (typ 797) była następcą modelu Pick-up (wytwarzanego na bazie Škody Favorit) i była wytwarzana jako 2–drzwiowy pick-up w czterech odmianach: z otwartą skrzynią, Midi, Hardtop-standard i Hardtop-plus. Samochód sprzedawano także pod nazwą Volkswagen Caddy typ 9U. Na bazie seryjnego Pickupa stworzono także rekreacyjny model nazwany Škoda Felicia Fun.
W latach 1995–2001 wyprodukowano łącznie 128 581 egzemplarzy (w tym 4016 Fun). 

### Wersje wyposażeniowe
Felicia była dostępna w pięciu wersjach wyposażenia: LX, LXi, GLX, GLXi i na niektórych rynkach SLX. Istniało także kilkanaście wersji limitowanych takich jak: Active, Blue Sky, Color Line, Family, Genua, Gemini, Klif, Laurin & Klement, Magic, Milena, Mystery, Perfect, Safe Line, Saga, Samba,  Space Line, Sport Line, Tango (wersja przed FL), Tango 2, Twist, Trend, Trumf, Fan, Golden Prague (jedna sztuka).

## Silniki

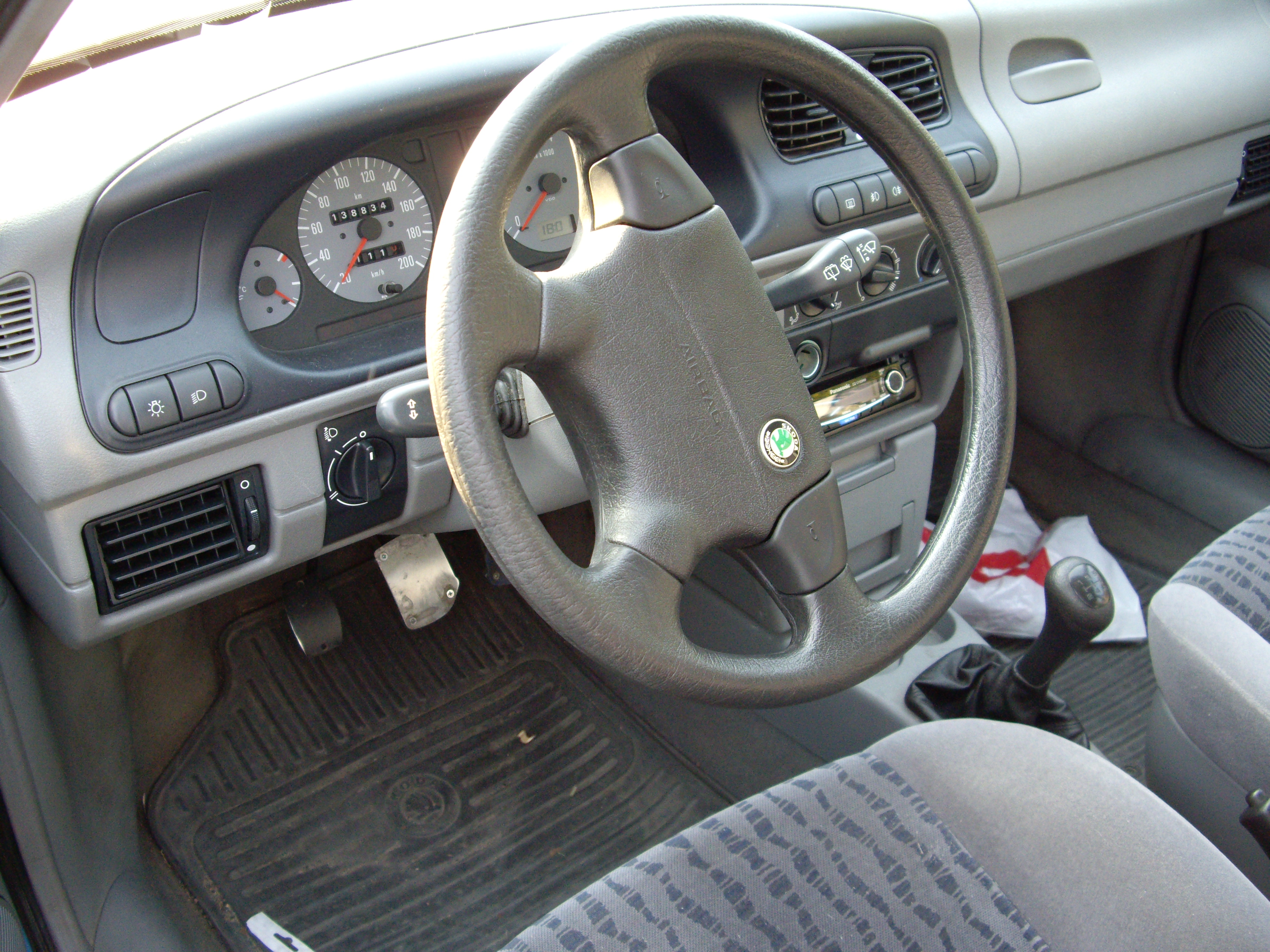
Deska rozdzielcza Felicii po liftingu

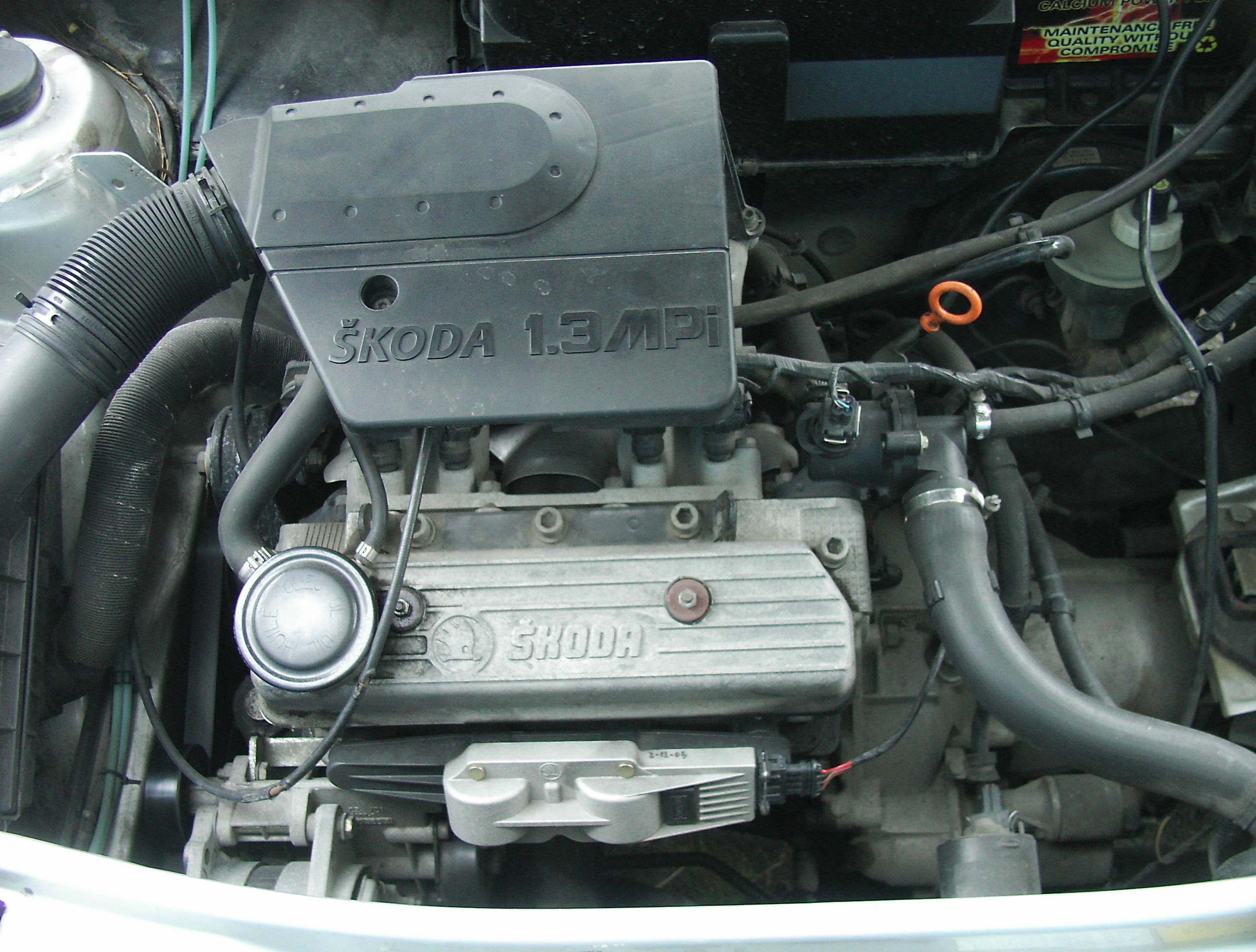
Silnik 1.3 MPI

| Wersja                | Silnik:             | Układ zasilania:     | Średnica cylindra x skok tłoka: | St. sprężania:     | Moc maksymalna:                  | Maks. moment obrotowy      | 0-100 km/h:        | V-max:             |
| Silniki benzynowe:    | Silniki benzynowe:  | Silniki benzynowe:   | Silniki benzynowe:              | Silniki benzynowe: | Silniki benzynowe:               | Silniki benzynowe:         | Silniki benzynowe: | Silniki benzynowe: |
| --------------------- | ------------------- | -------------------- | ------------------------------- | ------------------ | -------------------------------- | -------------------------- | ------------------ | ------------------ |
| Š 781.135             | R4 1,3 l (1289 cm³) | gaźnik               | 75,5 mm × 72 mm                 | 8,8:1              | 58 KM (43 kW) przy 5000 obr./min | 94 N•m przy 3000 obr./min  | 15 s               | 145 km/h           |
| Š 781.135 B           | R4 1,3 l (1289 cm³) | jednopunktowy wtrysk | 75,5 mm × 72 mm                 | 8,8:1              | 54 KM (40 kW) przy 4500 obr./min | 99 N•m przy 2500 obr./min  | 15.5 s             | 151 km/h           |
| Š 781.136 B           | R4 1,3 l (1289 cm³) | jednopunktowy wtrysk | 75,5 mm × 72 mm                 | 9,7:1              | 68 KM (50 kW) przy 5000 obr./min | 100 N•m przy 3250 obr./min | 16 s               | 155 km/h           |
| Š 781.135 M           | R4 1,3 l (1289 cm³) | wielopunktowy wtrysk | 75,5 mm × 72 mm                 | 9,5:1              | 54 KM (40 kW) przy 4500 obr./min | 99 N•m przy 3000 obr./min  | 15,5 s             | 155 km/h           |
| Š 781.136 M           | R4 1,3 l (1289 cm³) | wielopunktowy wtrysk | 75,5 mm × 72 mm                 | 10:1               | 68 KM (50 kW) przy 5000 obr./min | 106 N•m przy 2600 obr./min | 13,5 s             | 162 km/h           |
| AEE 1.6 MPI           | R4 1,6 l (1598 cm³) | wielopunktowy wtrysk | 76 mm × 86,9 mm                 | 9,8:1              | 75 KM (55 kW) przy 4500 obr./min | 135 N•m przy 3500 obr./min | 12 s               | 170 km/h           |
| Silniki wysokoprężne: |                     |                      |                                 |                    |                                  |                            |                    |                    |
| AEF 1.9 D             | R4 1,9 l (1896 cm³) | wtrysk               | 79 mm x 95,5 mm                 | 22,5:1             | 64 KM (47 kW) przy 4300 obr./min | 124 N•m przy 2500 obr./min | 16,5 s             | 156 km/h           |

## Sprzedaż w Polsce
| Rok  | Pozycja | Liczba sprzedanych sztuk | Udział w rynku |
| ---- | ------- | ------------------------ | -------------- |
| 1997 | 5       | 24 683                   | 5,2%           |
| 1998 | 5       | 26 293                   | 5,1%           |
| 1999 | 4       | 35 479                   | 5,5%           |
| 2000 | 4       | 21 329                   | 4,5%           |